# Akitua Island
Akitua Island är en ö i Cooköarna (Nya Zeeland). Den ligger i den norra delen av landet. En färja går till ön från intill liggande Aitutaki. På Akitua Island finns bebyggelse och parker.